# 기수신세기 조이드
기수신세기 조이드(機獣新世紀ZOIDS)는 우에야마 미치오의 만화이다.

## 스토리
행성Zi에서 살아가는 소년 반은 어느날 사막을 가던 중 도적단에 습격받고 고대 유적에 들어가게 되고 거기서 숨겨진 방을 우연히 찾아 수수깨끼의 소녀 피네와 희귀 조이드인 오거노이드 지크를 만난다. 처음에는 반에게 마음을 열지 않던 지크지만 자신을 위해 도적단과 필사적으로 싸우는 반의 모습을 보고 놀랍게도 변형하여 유적화되었던 조이드, 실드 라이거를 움직이게 되고 도적단을 격퇴한다.
이후 이것이 제국군에서 열심히 찾고 있는 고대의 유산인 오거노이드라는 것을 알게 되고 또한 피네의 기억을 되찾아주기 위해 여행을 떠나다 제국과 공화국의 전쟁에 말려들지만 믿을만한 동료인 어바인과 문베이를 만나 서로를 의지하며 위험을 해쳐 나간다.